# Žensko novinarstvo
Žensko novinarstvo je sredstvo medija kojim se zadovoljavaju specifične potrebe ženskog čitateljstva. Ogranak je novinarstva nastao zahvaljujući ženama koje su bile u stanju izboriti se za svoja prava.

## Općenito
Isticanje ženskih pitanja i potreba dovelo je do stvaranja feminističkih pokreta, koji su prouzrokovali čitavu reformu po pitanju ženskih prava u medijima. Novinarke, možda upravo zato što su mahom bile isljučene iz vrhova centara moći i odlučivanja, otvarale su teme koje su do tada smatrane marginalnima i drugorazrednima. Nisu težile visokoj politici koja je bila glavna preokupacija tadašnjih novinara što je dovelo do velikog zanimanja za ženske časopise i žensko novinarstvo.
Žensko novinarstvo je sredstvo medija kojim se zadovoljavaju specifične potrebe ženskog čitateljstva. Postoje tri etape koje se uočavaju u razvoju ove vrste novinarstva: 
1. etapa gdje muškarci dijele ženama upute kako će živjeti
2. žensko preuzimanje listova i emancipacija žena
3. žene se nude na tržištu kao roba za uveseljavanje, razonodu i esteticizam

Takozvana teorija ženskih žanrova analitičko je područje u kojemu se proučavanje (suvremene) popularne kulture susreće s feminističkom teorijom. Kategorija ženskih žanrova izvorno je proizašla iz konteksta bavljenja audiovizualnim tekstovima, odnosno televizijskim i filmskim formama namijenjenim ženskoj publici. Radikalnija i suvremenija definicija ženskih žanrova uključuje kako popularne kulture (melodrame i sapunice, romantične komedije i ženske serije;  ljubavne romane i chick lit; ženske i tinejdžerske časopise i dr.) tako i popularnokulturne prakse (modu, šminku, pletenje, šivanje i dr.) te druge aspekte tradicionalne ženske i djevojačke kulture. Proučavanje ženskih žanrova institucionaliziralo se tijekom 1980-ih u okviru britanskih kulturalnih studija kao dio političke kritike koja je eksplicitno funkcionirala kao napad na patrijarhat, a implicitno pak kao kritika konvencionalnih formi ženstvenosti. U tom se smislu prva etapa feminističkoga bavljenja popularnom kulturom može opisati kao interes za predodžbe žena (u medijima, umjetnosti, popularnoj kulturi), dok drugu etapu obilježava pomak prema predodžbama za žene, tj. ženskim žanrovima. 	
U neke od mnogobrojnih karakteristika ovog ogranka novinarstva mogu se ubrojati i prepoznatljivi žanrove kao što su npr. reportaže i kolumne koje privlače ponajviše žensku publiku.

## Pojava
Prvi ženski časopis koji se javlja u Europi je engleski "The Ladies Mercury" čije je prvo izdanje objavljeno 1693. U njemu su se obrađivale '"ženske teme" poput kućanskih savjeta i savjeta pri odgoju djece, ali vremenom su se stvarale i rubrike sa škakljivim temama. Britanski i američki časopisi bavili su se ženskim pravom glasa i drugim ženskim pravima. Ti su časopisi izlagali putem novinskih članaka svoje protivljenje zabrani ženskog prava glasa te su iskazivali svoje pozitivne poglede na odgovarajući doprinos žena u korist svojih zemalja. Pravo glasa, pisanja i objavljivanja učinilo je od žena neke od najboljih novinara i spisatelja.
Prijelaz u 20. stoljeće u Velikoj Britaniji opisan je i kao "ohrabrujuća i poticajno vrijeme" za izdavače časopisa. Žene su postajale politički i socijalno angažiranije. Do početka Drugog svjetskog rata, procjenjuje se da je bilo oko pedeset časopisa za žene na britanskom tržištu.
U Francuskoj se pojavljuje "La Fronde", feministički časopis prvi put objavljen u Parizu 9. prosinca 1897. Objavila ih je aktivistkinja Marguerite Durand (1864. – 1936.). Časopis je dao veliku podršku feminizmu, npr. Jeannin Chauvin je u njemu pisala zahtjev francuskoj vladi da joj se dopusti obavljanje posla odvjetnika. Od rujna 1903. časopis se zbog financijskih problema objavljuje jednom mjesečno, a prestaje izlaziti 1905.
Što se tiče američkih ženskih časopisa prvi takav časopis bio je objavljen tek 1792. U Americi su se žene angažirale i oko tiskanja kalendara, dnevnika i knjiga, ali prije svega su dominirali ženski časopisi. Moda je bila najčitanija rubrika ženskih časopisa i inspiracija za puno prigovora i nestanak dosadnog štiva općenito u časopisima tih vremena. Prema tadašnjim istraživanjima najviše pretplata bilo je baš za modne časopise. Sarah Josepha Hale je pokrenula magazin "Ladies" koji je započeo s izdavanjem 1828. Ovaj časopis je okarakteriziran kao "prvi stvarno uspješan ženski magazin" koji uključuje zabavu, ali govori i o naprednom obrazovanju za žene. Hale je čvrsto vjerovala u obrazovanje žena, a koristila je svoj časopis za daljnji razvoj tog obrazovanja. Imala je pozitivan pristup prema ispunjavanju ženskih potreba u društvu, no naprotiv njenom entuzijazmu i ispunjavanju dobrobiti prema ženama i općenito društvu prima određenu količinu prijezira od muških urednika i pisaca.
"Bibliothek der Frauenfrage", objavljivan od 1888. – 1893. podržavao je pravo žena da budu uključene u profesionalni rad. Kao i Sarah Josepha Hale u Sjedinjenim Američkim Državama, J. Kettler (urednica i glavna autorica) je imala praktičan pristup stvarnim problemima u životima žena. Ovaj časopis je odražavao misli ženskog pokreta u Njemačkoj.	

## Žensko novinarstvo u Hrvatskoj
Počeci ženskog novinarstva naziru se tek početkom 1980-ih kada spisateljice i novinarke ostavljaju svoje tragove. Imena tih žena danas su široj publici gotovo nepoznata. Tada se o ženskom novinarstvu nije govorilo niti razmišljalo osim u kontekstu industrije  ljubića, recepata, mode i kozmetike. Tada kao i danas, na žene se u proizvodnji informacija i zabave prvenstveno gledalo kao na konzumentice šunda (ponekad zapakiranog kao glamur), pa utoliko i kao eventualne proizvođačice te vrste roba.
Upravo su žene i u političko i u kulturno novinarstvo počele unositi osobnu zamjenicu ja. Počele su govoriti u prvome licu i u svoje osobno ime na mjestima gdje je tada još uvijek vladalo kolektivno mi, a koje nije bilo izraz autorske skromnosti, već pokazatelj kolektivne pripadnosti vladajućoj političkoj moći i autoritetu. Prije toga su žene bile podzastupljene u medijima te su imale tendenciju pojavljivati se u podržavateljskim fulogama radije nego u ulogama ključnih karaktera. Uglavnom su muškarci zauzimali rukovodeće pozicije kao što su urednik, vlasnik novina i sl. Danas u Hrvatskoj rodna ravnopravnost u medijima ovisi uglavnom od pojedinačnih novinarskih napora, zasnovanih često na njihovim vlastitim uvjerenjima i posvećenosti integriranju rodne perspektive u medijima.

## Prve hrvatske novinarke
Prva hrvatska novinarka koja se borila za ravnopravnost žena u radu i životu bila je Marija Jurić Zagorka. Njena borba protiv diskriminacije žena inspirirala je nove generacije žena da je promoviraju kao uzor. Odabiranje novinarske karijere tada je bilo posve neoubičajeno za ženu. Svoj prvi članak pod naslovom "Jedan časak" (mađ. Egy Percz') objavljuje 1876. u listu "Obzor". Mukotrpno napreduje od anonimne reporterke do afirmirane političke novinarke koja izvještava o svim važnijim političkim zbivanjima u regiji. Na preporuku biskupa Strossmayera postaje članicom redakcije "Obzora" na mjestu referenta za mađarsko-hrvatsku politiku. Također je mogla pisati što je htjela, ali nije se smjela potpisati svojim imenom. Takvo omalovažanje žestilo je Zagorku i ona će se kroz cijeli život boriti protiv takvih predrasuda. Za vrijeme rada u "Obzoru" izvješavala je o političkim zbivanjima, a jedno je vrijeme bila i dopisnica iz Budimpešte i Beča te prva žena koja je izvještavala iz Hrvatskog Sabora. Sudjelovala je i u onodobnim političkim sukobljavanjima jasno se suprotstavljajući mađarizaciji i germanizaciji Hrvatske.
Godine 1903. Zagorka predvodi prve ženske prosvjede u Zagrebu istovremeno držeći predavanja o ženama u politici, solidarnosti, narodnoj borbi i pravu glasa za žene. Pored politike u svom je novinarskom radu pisala polemičke tekstove u kojima se zalagala za ravnopravnost spolova i ženska prava. Tekstove objavljuje pod različitim, često i muškim pseudonimima (Jurica Zagorski, Petrica Kerempuh, Iglica), a najpoznatiji pseudonim "Zagorka" izabrala je zbog ljubavi prema ljudima iz hrvatskog puka s čijim je teškoćama suosjećala. Oko 1910. počinje pisati povijesne romane, zbog čega prestaje s novinarskim radom. Ti romani u nastavcima oživjeli su već zaboravljenu hrvatsku prošlost 16., 17. i 18. stoljeća. Prvo je objavila "Pod Sljemenom", u listu "Bršljan", a prvi roman "Roblje"  objavila je 1899. u listu "Obzor" kao podlistak. Književnu afirmaciju je stekla ciklusom od sedam romana "Grička vještica" objavljivanim u listu "Male novine" (1912. – 1914.). U svojim djelima obrađuje istovremeno ljubavne zaplete i nacionalne teme, a objavljuje ih uglavnom kao podlistke u novinama. Tridesetih godina 20. stoljeća vraća se novinarstvu i feminističkom angažmanu. Samostalno pokreće listove "Ženski list" (1925. – 1938.) i "Hrvatica" (1938. – 1940.). Podupire inicijativu mlađe generacije književinica za osnivanje Društva hrvatskih književnica. Njezin feministički angažman izaziva podsmijeh i neprijateljstvo kod njezinih muških kolega koji je proglašavaju luđakinjom i muškobanjastom babom. Kako je znala govoriti i sama Zagorka "...Svugdje sam bila dočekivana s nepovjerenjem i prezirom jer je žena u politici u 19. stoljeću bila smatrana poput žene u javnoj kući. Pošto nisam uvažavala društvenu zabludu, koja je stvorila nepisan zakon protiv javnog rada žene, naišla sam na putu toga rada na neprijateljstva čije posljedice snosim još i danas".  Preminula je u Zagrebu 30. studenog 1957. godine.
Također jedna od važnijih hrvatskih novinarki je Maja Miles. Po njoj je nazvana i jedna od nagrada koju Ženska mreža Hrvatske dodjeljuje novinarkama za nastojanje i uspjehe u afirmaciji statusa žena i ženskih prava u hrvatskim medijima. Maja Miles se u vrijeme svog djelovanja na polju novinarstva ne bi voljela prepoznati kao žena - novinarka. Vjerojatno se, kao i većina žena čija se riječ tada čitala u javnosti, više voljela predstavljati kao dobar profesionalac. Upravo tako, u muškom rodu, jer je općeprihvaćena norma bila da "profesionalnost nema roda ni spola", osim, dakako, „univerzalnog“ muškog.
Žene su u političko i kulturno novinarstvo počele unositi osobnu zamjenicu ja. To žensko "Ja", nije, međutim, bilo izraz sentimentalnog subjekta koji nije u stanju zauzeti distancu od osobnog doživljaja. Bio je to prvi vidljiviji simptom preuzimanja odgovornosti za vlastito postojanje i djelovanje u zajednici. I kod Maje Miles pisanje u prvom licu jednine ilustriralo je prve naznake odgovornog građanstva i to upravo u onim sferama koje se nalaze u temelju demokratskog procesa – u javnom govorenju o pravu, pravnoj državi. Maja Miles, kao i neke druge novinarke, počela je u lokalno novinarstvo unositi visoku dozu stručnosti, profesionalizma i profesionalne etike. Obrazovana, s radnim iskustvom i na sudu i u odvjetništvu, Maja Miles je već ušla u novinarstvo kao profesionalka. Nikada nije svaštarila i nikada nije objavila neprovjerenu činjenicu. No, od svega toga najznačajnijim se čini to što je upravo njen sistematski rad u masovnim medijima i kod široke publiku inicirao i promovirao razumijevanje temeljnih ideja i pojmova pravne države, odnosno vladavine prava.
Maja Miles je prva pisala o tome da se osobu protiv koje se provodi istraga ili protiv koje je započeo sudski postupak ne smije u medijima nazivati zločincem dok ne postoji pravomoćna presuda. Pisala je i o tome da niti jedna naša rubrika "crne kronike" ne bi prošla svjetske kriterije i da bi krahirala zbog visokih kazni koje se dodjeljuju onima koje novinari proglašavaju krivima i zločincima prije pravomoćne sudske odluke. Drznula se govoriti i o liječničkoj grešci i liječničkoj zavjeri šutnje, kriminalu, ljudskim pravima i ostalim tekovinama liberalne demokracije. Informirala je i o etičkom poslovanju i greškama velikih svjetskih kompanija i odšteti koju građani mogu dobiti zbog krivo reklamiranih, štetnih, ili naprosto loših proizvoda. Maja Miles je, kao i još neke novinarke i spisateljice iz tog vremena, na najbolji mogući način obilježila, tumačila i inicirala tendencije k transformacijama postojećeg sustava, čak i ako se te promjene nisu dogodile na način na koji su one priželjkivane.
Uz nju su djelovale također i Jelena Zuppa, Lidija Sklevicky, Blaženka Despot, a tu su još Zorica Nikolić, Dubravka Ugrešić, Slavenka Drakulić, Meri Štajduhar, Jasminka Kuzmanović, Ines Sabalić i dr.